# Lomonosovfonna
De Lomonosovfonna is een ijskap op het eiland Spitsbergen, dat deel uitmaakt van de Noorse eilandengroep Spitsbergen. De ijskap heeft een oppervlakte van 600 km².
De ijskap ligt ten noordoosten van het fjord Billefjorden. Het vormt de scheiding tussen tussen Nieuw-Friesland in het noordwesten en Olav V-land in het zuidoosten.
De ijskap is vernoemd naar de Russische wetenschapper Michail Lomonosov.